# Jean-Louis Angeletti
Jean-Louis Angeletti – francuski bokser, mistrz Francji w kategorii lekkośredniej z roku 1975, uczestnik Mistrzostw Świata 1974 w Hawanie.
Na mistrzostwach świata w Hawanie odpadł w eliminacjach, przegrywając przez nokaut w pierwszej rundzie z Rumunem Sandu Tirilą.